# 1058
Het jaar 1058 is het 58e jaar in de 11e eeuw volgens de christelijke jaartelling.

## Gebeurtenissen
- Na de dood van paus Stefanus IX (X) wordt onder invloed van de familie van de hertogen van Tusculum, Giovanni Mincio als Benedictus X tot paus verkozen (4 april). Diversen beschouwen echter zijn verkiezing als ongeldig, omdat Stefanus had verordonneerd dat Hildebrand van Sovana, die op een reis naar Duitsland was, bij de verkiezing aanwezig zou zijn. Hildebrand keert zich bij terugkeer tegen Benedictus X, en Gerard van Bourgondië wordt als Nicolaas II tot paus gekozen. Benedictus X wordt afgezet en geëxcommuniceerd; hij geldt als een tegenpaus.
- Lulach, de koning van Schotland, wordt door Malcolm Canmore in een hinderlaag gelokt en gedood. Een maand later wordt Malcolm tot koning Malcolm III gekroond.
- Hendrik I van Frankrijk trekt ten strijde tegen Normandië maar wordt opnieuw verslagen door hertog Willem de Veroveraar.
- Het hertogdom Sleeswijk ontstaat, met koning Olaf I van Denemarken als eerste hertog.
- Earl Alfgaer van Northumbria wordt opnieuw verbannen. Met de hulp van Gruffudd ap Llywelyn van Wales en Magnus Haraldsson van Noorwegen weet hij terug te keren.

- Er wordt begonnen met de bouw van de kathedraal van Parma in Italië.

## Opvolging
- patriarch van Antiochië - Athanasius V in opvolging van Johannes VIII
- Aquitanië - Willem VII opgevolgd door zijn broer Willem VIII
- Béarn - Centullus IV opgevolgd door zijn kleinzoon Centullus V
- Kroatië - Stjepan I opgevolgd door Peter Krešimir IV
- paus (6 december) - Stefanus IX (X) opgevolgd door Nicolaas II
- Polen - Casimir I opgevolgd door zijn zoon Bolesław II
- bisdom Rochester - Godwin II opgevolgd door Siward
- Schotland - Lulach opgevolgd door Malcolm III
- Wassenberg - Gerard III opgevolgd door zijn broer Diederik

## Geboren
- Abu Hamid al-Ghazali, Perzisch filosoof
- Gelasius II, paus (1118-1119)
- Odo I, hertog van Bourgondië (1079-1102)
- Bohemund I, vorst van Antiochië (1096-1111) (jaartal bij benadering)

## Overleden
- 5 maart - Theophanu van Essen (~60), Duits abdis
- 17 maart - Lulach, koning van Schotland (1057-1058)
- 29 maart - Stefanus IX (X) (~37), paus (1057-1058)
- 2 augustus - Judith van Schweinfurt (~48), echtgenote van Břetislav I van Bohemen
- 2 november - Michaël I, patriarch van Constantinopel (1043-1058)
- 28 november - Casimir I (42), hertog van Polen (1039-1058)
- Centullus IV, burggraaf van Béarn (1012-1058)
- Gerard III, graaf van Wassenberg
- Willem VII (~35), hertog van Aquitanië (1039-1058)
- Solomon ibn Gabirol (~37), joods-Andalusisch dichter (jaartal bij benadering)